# Zethes fuhoshona
Zethes fuhoshona är en fjärilsart som beskrevs av Embrik Strand 1920. Zethes fuhoshona ingår i släktet Zethes och familjen nattflyn. Inga underarter finns listade i Catalogue of Life.